# Toto le héros
Toto le héros is een Belgische film uit 1991 van regisseur-scenarist Jaco Van Dormael. De film was de Belgische inzending voor de Oscar voor beste niet-Engelstalige film. De film werd echter niet genomineerd voor een Oscar.

## Verhaal
Thomas Van Hazebrouck blikt terug op zijn leven. De terugblik is een mix van fantasie en ware gebeurtenissen. Zo is Thomas, die zichzelf Toto noemt, in de flashbacks onder meer te zien als een geheim agent.
Hij is ervan overtuigd dat z'n leven veel beter kon zijn en dit komt door Alfred Kant. Thomas en Alfred werden op dezelfde dag geboren, en Thomas vermoedt dat ze als baby verwisseld werden. Maar dat kan evenzeer door Thomas zelf gefantaseerd zijn. Hun levens zijn sterk met elkaar verweven en Thomas koestert al jaren een enorme jaloezie. Hij wil wraak, want Alfred had steeds meer geluk in z'n leven. Maar Alfred gewoon vermoorden doet Thomas niet. Hij heeft een beter plan.

## Rolverdeling
| Acteur               | Personage | Ouderdom      |
| -------------------- | --------- | ------------- |
| Michel Bouquet       | Thomas    | oude man      |
| Jo De Backer         | Thomas    | volwassen man |
| Thomas Godet         | Thomas    | kind          |
| Gisela Uhlen         | Evelyne   | oude vrouw    |
| Mireille Perrier     | Evelyne   | jonge vrouw   |
| Sandrine Blancke     | Alice     |               |
| Peter Böhlke         | Alfred    | oude man      |
| Didier Ferney        | Alfred    | volwassen man |
| Hugo Harold Harrison | Alfred    | kind          |
| Pascal Duquenne      | Célestin  | volwassen man |

## Trivia
- De film ging in première op het filmfestival van Cannes.
- De soundtrack werd door Pierre Van Dormael gecomponeerd. Hij is de broer van regisseur Jaco Van Dormael.